# Edonis (Macedonia)

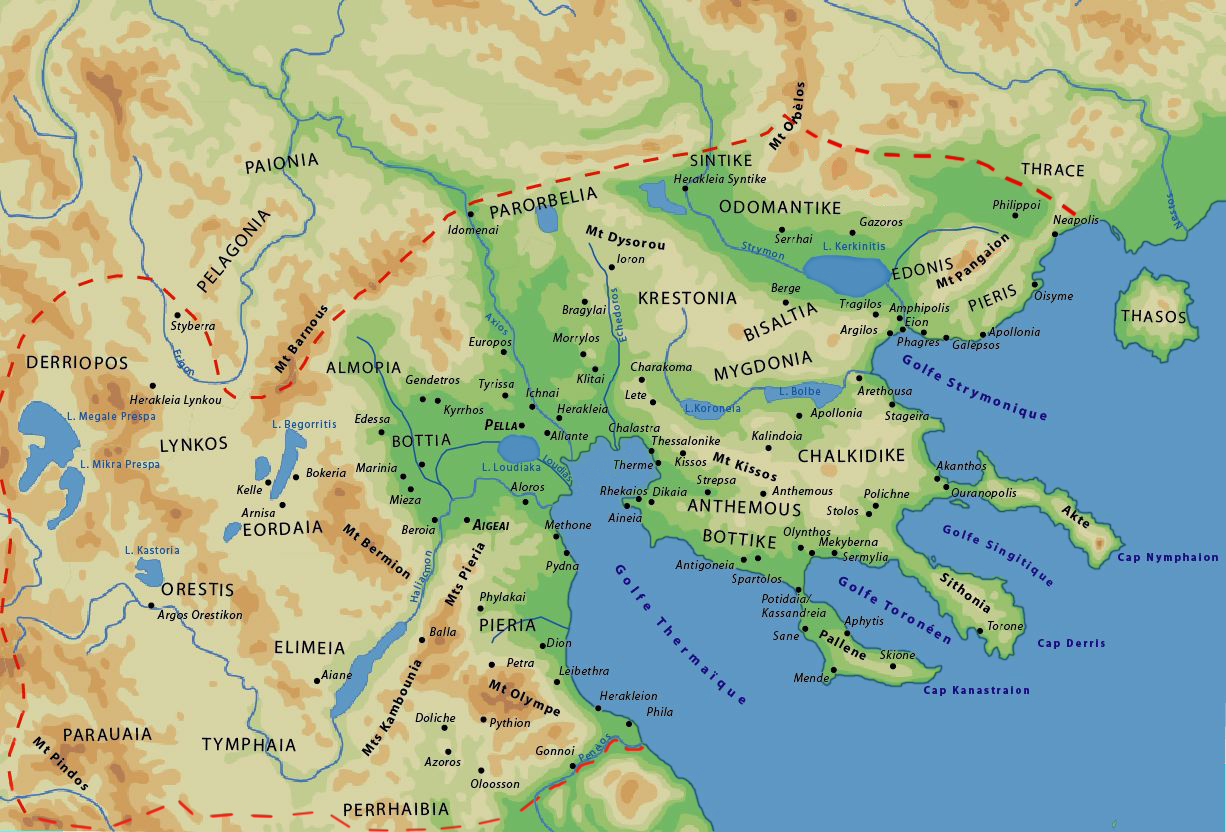
Edonis a est dello Strimone

L'Edonis  (greco: Ἠδωνίς) era un'antica regione della Macedonia posta a est della Bisaltia, fra il fiume Strimone e il lago di Cercinitis a ovest, il fiume Nestos a est e il Pieris a sud. Questa regione, insieme a quelle vicine, viene anche chiamata Macedonia adjecta, in quanto fu conquistata, quindi "aggiunta" alla Macedonia, dopo le conquiste di Filippo II.
Dopo la definitiva conquista romana della regione, successiva alla terza guerra macedone, la regione costituì, insieme alla Bisaltia, e alla Sintica una delle quattro repubbliche, con capitale Anfipoli, in cui fu divisa la Macedonia, per poi rientrare insieme al resto della Macedonia, nella corrispondente provincia romana.
In antichità la regione era abitata da una popolazione tracia detta Edoni o Edones.
Le più importanti città abitate dagli Edoni troviamo Drabescus e Myrcinus.
L'area occupata dall'antica regione è oggi nella prefettura greca di Kavala.